# Modèle de microsimulation socio-fiscale
Pour les articles homonymes, voir Simulation.
Un modèle de microsimulation socio-fiscale est un modèle en économie qui permet d'évaluer les effets d'une politique publique à partir de données empiriques individuelles. Ils sont notamment utilisés pour évaluer l'effet redistributif d'une réforme de la fiscalité. 

## Concept
Le modèle de microsimulation socio-fiscale est un des quatre grands modèles utilisés en économie, avec les modèles d'équilibre général dynamique stochastique, les modèles VAR et les modèles d'équilibre général calculable. 
Ce modèle utilise des bases de données très fines sur les comportements des agents économiques. Il est souvent utilisé pour estimer les effets d'une politique publique fiscale actant une redistribution de revenus. Par exemple, le modèle de microsimulation socio-fiscale de l'Institut national de la statistique et des études économiques, INES, se fonde sur les résultats des enquêtes Revenus fiscaux et sociaux de l'institut. Il a ainsi accès à une base de données contenant des centaines d'informations précises sur l'évolution des revenus des ménages dans le temps.

## Liste de modèles
- Le modèle DESTINIE, développé par l'INSEE[3]
- Le modèle INES développé par la DREES et l'INSEE[4]
- Le modèle TAXIPP développé par l'Institut des politiques publiques[5]
- Le modèle OpenFisca développé par la DINSIC[6]. Ce modèle est développé en collaboration avec l'Institut des politiques publiques, la MSA, l'Institut d'économie publique, la mairie de Paris, et à l'international avec la mairie de Barcelone (Esp), le Department of Internal Affairs (NZ), des chercheurs de l'Unicam, et d'autres.
- Le modèle SAPHIR développé par la Direction générale du Trésor[7]